# Антон Ондруш
Антон Ондруш (на чешки: Anton Ondruš), роден на 27 март 1950 г. в Солчани, Чехословакия, е един от най-добрите защитници на 70-те години, играл предимно в Слован Братислава.
Има 58 мача и 9 гола за националния отбор на Чехословакия, чийто капитан е по време на Евро'76. На полуфинала с Холандия на Йохан Кройф, Ондруш вкарва гол и си отбелязва автогол, пращайки мача в продължения, където тимът му все пак печели с 3:1.
В края на кариерата си записва 9 мача за Брюж, Белгия и играе в нискоразредните КС Тонон ле Бан, (Франция) и ФК Биел-Биен, (Швейцария), а през 1997 г. за кратко е президент на родния Слован Братислава.